# Gustav Oberlaender
Gustav Oberlaender (* 2. Juni 1867 in Düren; † 30. November 1936 in Reading (Berks County, Pennsylvania)) war ein deutsch-amerikanischer Unternehmer und Mäzen.

## Leben
Gustav Oberlaender wurde schon mit neun Jahren Vollwaise. Er wuchs bei einem Onkel in Hagen auf, wo er auch zunächst das Gymnasium besuchte, nach einem Umzug dann in Düsseldorf. Anschließend macht er eine Ausbildung bei einem Chemikalienhändler und wanderte 1888 in die USA aus.
Oberlaender fand Arbeit in der Textilindustrie und machte Karriere. 1906 wurde er Partner der von Ferdinand Thun und Henry Janssen gegründeten Berkshire Knitting Mills in Wyomissing bei Reading. Diese waren damals eine der weltweit größten Strumpffabriken. 1926 zog er sich aus dem Berufsleben zurück und widmete sich ganz seinen philanthropischen Interessen.

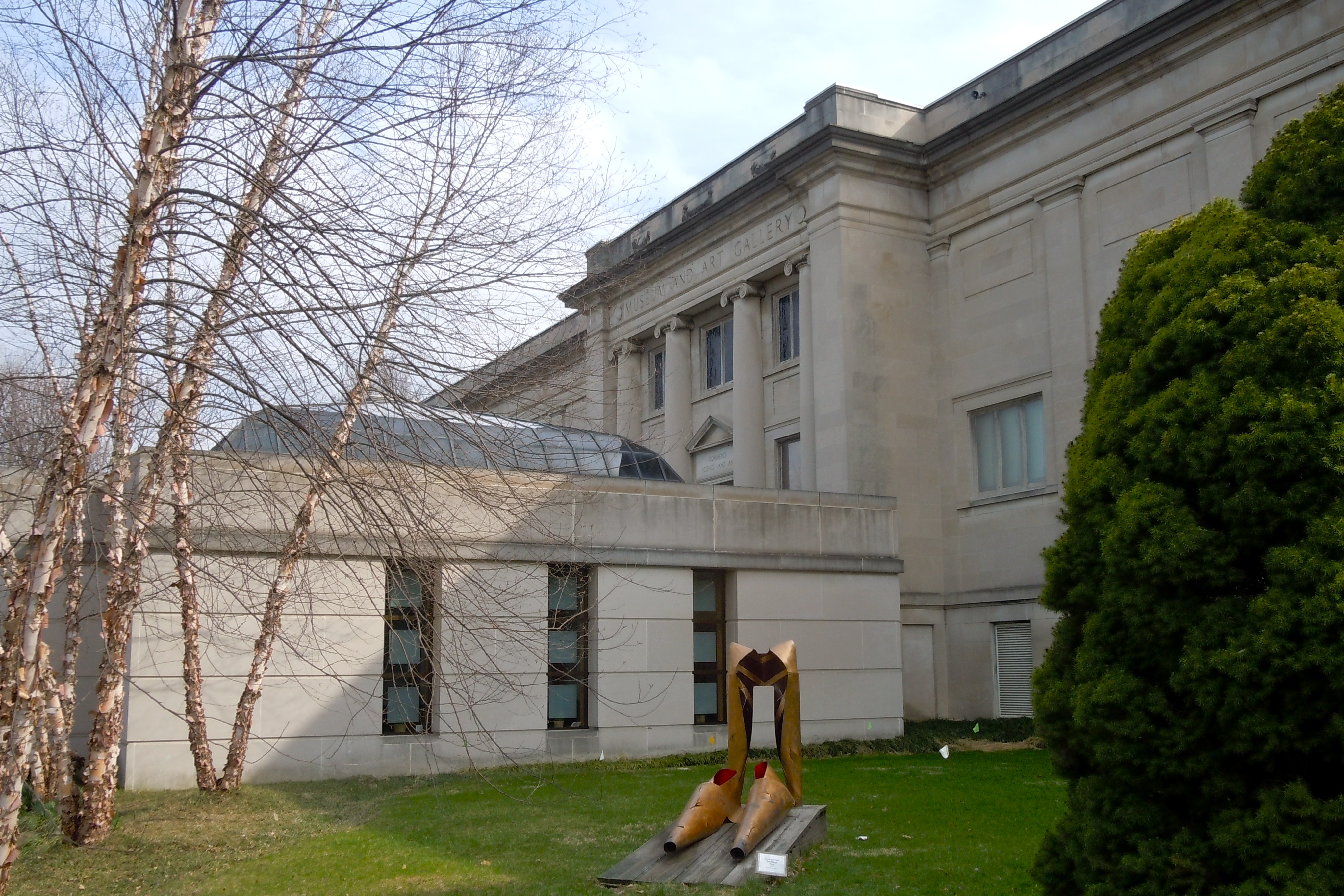
Reading Public Museum

Gustav Oberlaender gründete die Gustav Oberlaender Foundation for Education and Charity und den Oberlaender Trust als Zustiftung zur Carl Schurz Memorial Foundation. Damit unterstützte er den Austausch von Wissenschaftlern, Wirtschaftsfachleuten und Studenten zwischen den USA und Deutschland. In Reading stiftete er 1929 mit Thun, Janssen und anderen das Gebäude für das Reading Public Museum sowie zahlreiche Kunstwerke für dessen Sammlung

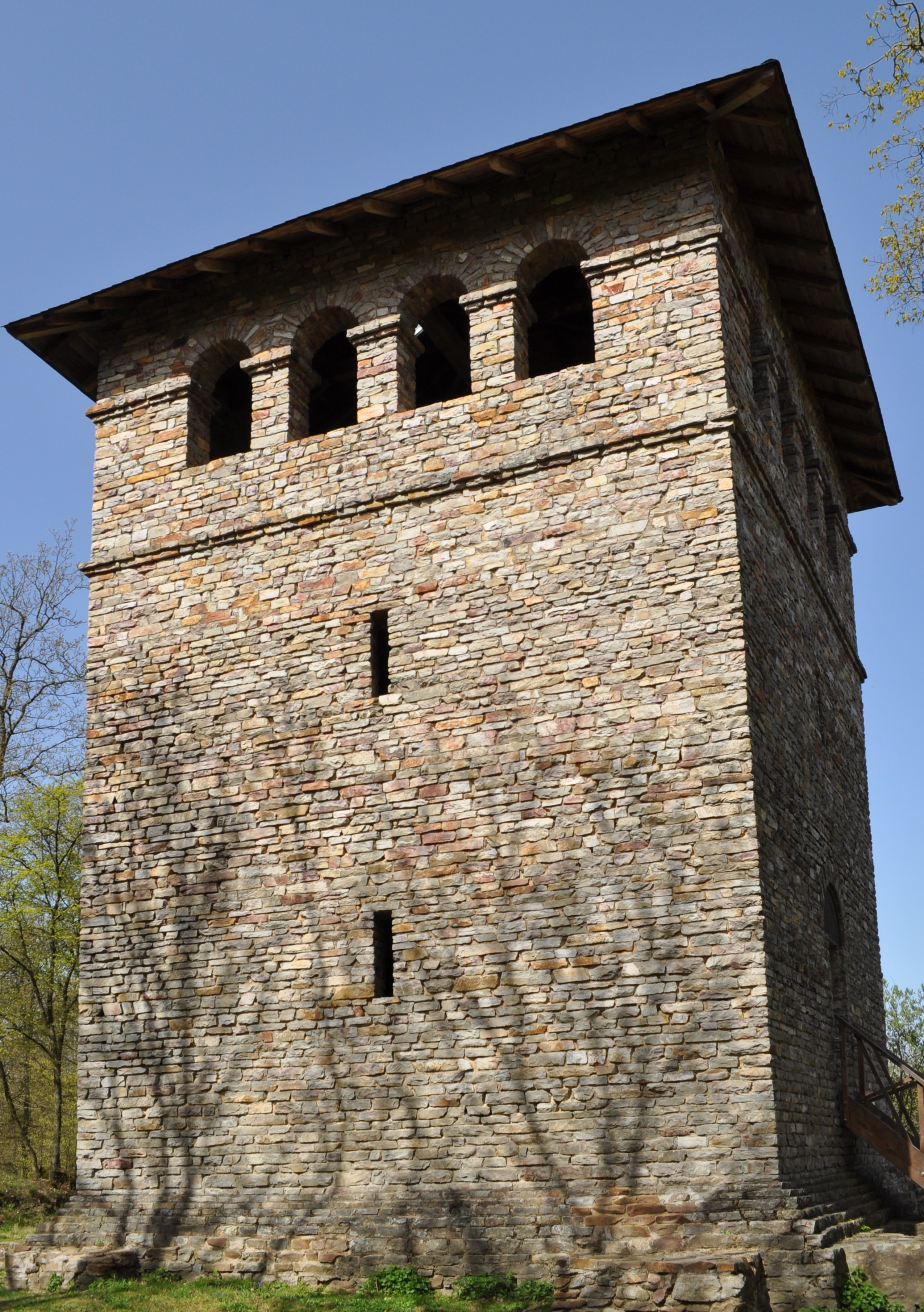
Römerturm auf dem Gaulskopf

Oberlaender reiste regelmäßig nach Deutschland und in den Mittelmeerraum. Wilhelm Dörpfeld (1853–1940) gelang es, ihn zur Unterstützung der deutschen Ausgrabungsprojekte in Griechenland zu gewinnen. Ab 1926 unterstützte er Gerhart Rodenwaldt (1886–1945) und die schon 1863 begonnenen, aber immer wieder (zuletzt seit 1916) unterbrochenen Ausgrabungen im Kerameikos, dem bedeutendsten antiken Friedhof in Athen, wieder aufzunehmen. Er finanzierte nicht nur die Ausgrabungen, sondern auch den Bau des Kerameikos-Museums (1936–38), außerdem seit 1929 die deutschen Ausgrabungen in Pergamon und Olympia sowie amerikanische Ausgrabungen in Minturnae. In der Nähe von Bad Nauheim, das er häufig zur Kur aufsuchte, ermöglichte er 1926 die Rekonstruktion eines Limesturms (Römerturm) auf dem Gaulskopf (Taunus). Der Oberlaender Trust finanzierte die Kerameikos-Ausgrabungen über seinen Tod hinaus. Oberlaender unterstützte Ankäufe der Berliner Museen und noch in seinem letzten Lebensjahr die Wanderausstellung German art from the fifteenth to the twentieth century, die in sechs Städten der USA gezeigt wurde.
Oberlaender war seit 1895 verheiratet mit Alice, geborene Penny, der Tochter eines methodistischen Pfarrers. Das Paar hatte eine Tochter, Alice (gestorben um 1990).

## Gemäldesammlung
Gustav Oberlaender besaß auch Gemälde, darunter

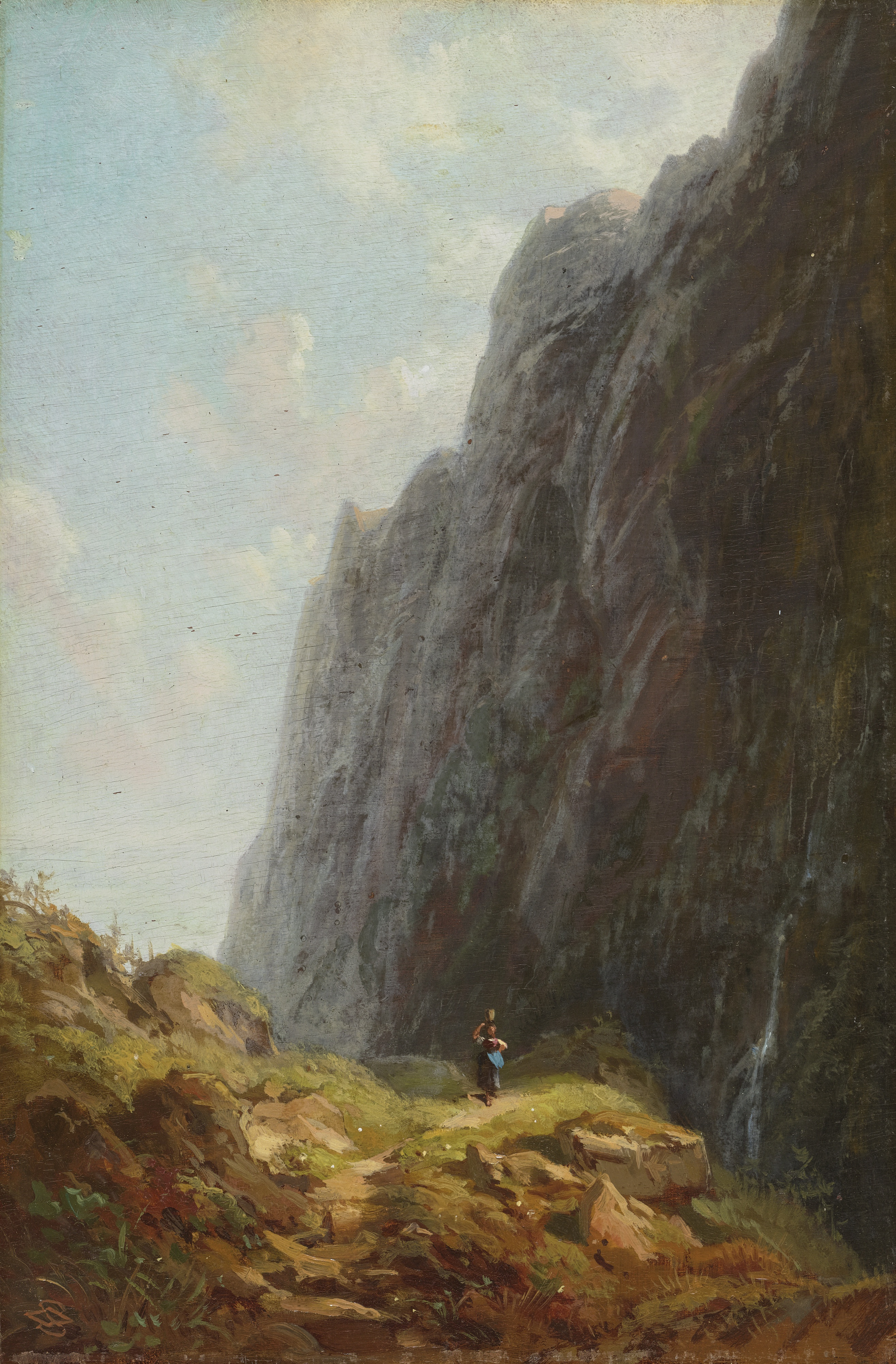
Carl Spitzweg: Gebirgslandschaft mit Sennerin im Wendelsteingebiet
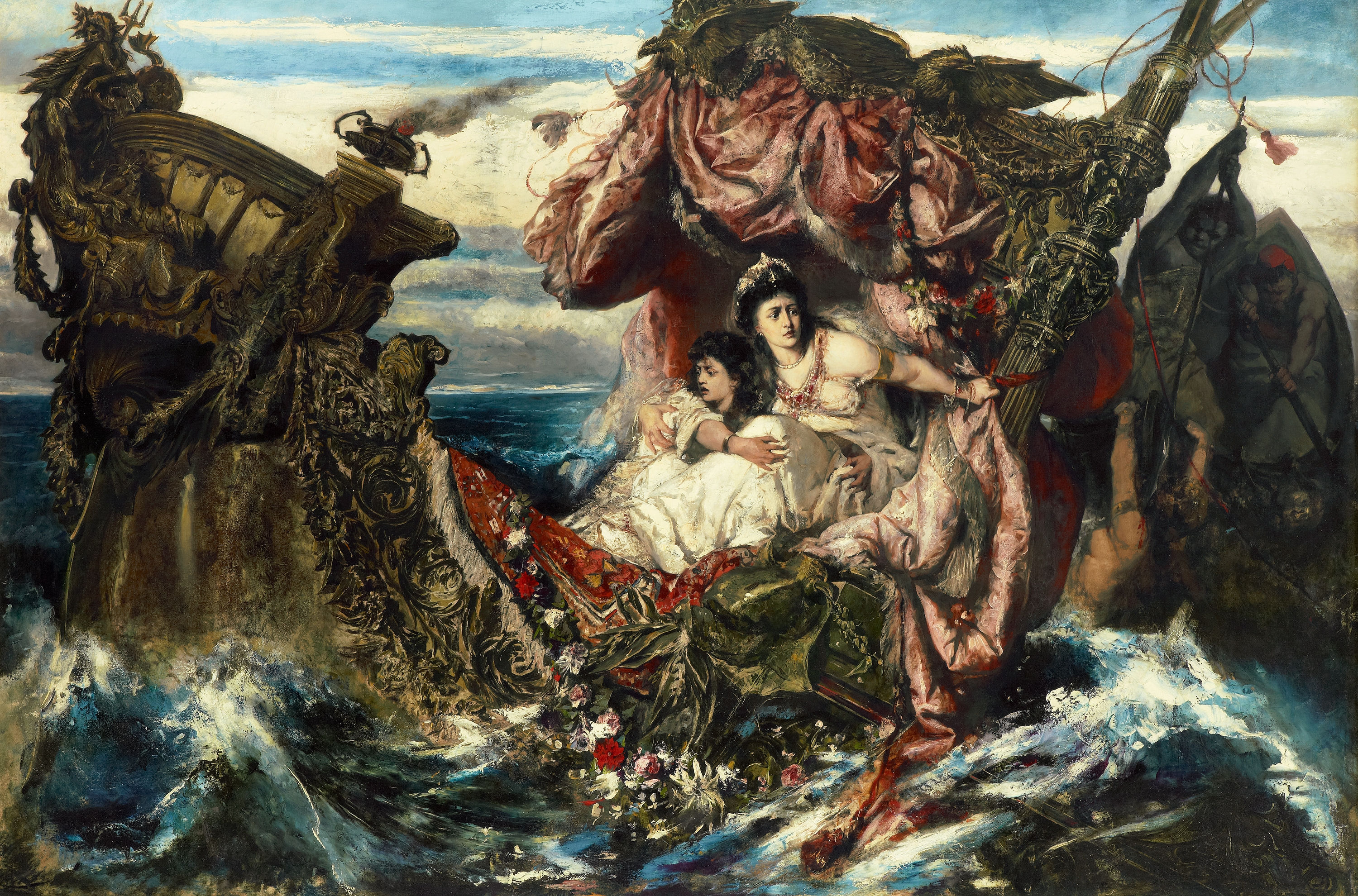
Gustav Wertheimer: Der Schiffbruch der Agrippina

## Nachlass
Die Akten des Oberlaender Trust, der bis 1953 bestand, befinden sich heute in der Historical Society of Pennsylvania in Philadelphia. Filme, die Oberlaender bei seiner Deutschlandreise 1936 anfertigte, kamen in die Sammlung des National Air and Space Museum. Die American School of Classical Studies at Athens verwahrt vor allem Fotografien der Ausgrabungen aus seinem Nachlass.

## Ehrungen
- 1928: Ehrenmitglied des Archäologischen Instituts des Deutschen Reiches[7]
- 1931: Goldene Leibniz-Medaille der Preußischen Akademie der Wissenschaften
- 1932: Goethe-Medaille für Kunst und Wissenschaft (1932)
- 1932: Ehrendoktor (Dr. phil. h. c.) der Universität Heidelberg
- Orden der Krone von Italien, Kommandeur